# マッテオ・ルッジェーリ
マッテオ・ルッジェーリ（Matteo Ruggeri、2002年7月11日 - ）は、イタリア・ロンバルディア州サン・ジョヴァンニ・ビアンコ出身のサッカー選手。ラ・リーガ・アトレティコ・マドリード所属。ポジションはDF。

## クラブ経歴
2011年にアタランタBCの下部組織へ入団し、2020年11月3日、UEFAチャンピオンズリーグのリヴァプールFC戦にて、0-5と敗色濃厚の中途中交代で投入され、トップチームデビューを果たした。なお、5日後にはインテル・ミラノとの試合でセリエAデビューも飾った。
2021年7月27日、2021-22シーズンはUSサレルニターナ1919へレンタル移籍することが決定した。
2025年7月1日、アトレティコ・マドリードに5年契約で移籍した。

## 代表経歴
2018年からイタリアの世代別代表でプレーしており、U-17イタリア代表では、UEFA U-17欧州選手権2019と2019 FIFA U-17ワールドカップの2つのメジャー大会に出場した。

## 個人成績

### クラブ
2023年7月1日現在
| クラブ                | シーズン     | リーグ戦       | リーグ戦 | リーグ戦 | 国内カップ | 国内カップ | 国際大会 | 国際大会 | その他 | その他 | 合計 | 合計 |
| クラブ                | シーズン     | ディヴィジョン | 出場     | 得点     | 出場       | 得点       | 出場     | 得点     | 出場   | 得点   | 出場 | 得点 |
| --------------------- | ------------ | -------------- | -------- | -------- | ---------- | ---------- | -------- | -------- | ------ | ------ | ---- | ---- |
| アタランタ            | 2020-21      | セリエA        | 6        | 0        | 0          | 0          | 2        | 0        | -      | -      | 8    | 0    |
| アタランタ            | 2022-23      | セリエA        | 15       | 0        | 0          | 0          | -        | -        | -      | -      | 15   | 0    |
| アタランタ            | クラブ通算   | クラブ通算     | 21       | 0        | 0          | 0          | 2        | 0        | 0      | 0      | 23   | 0    |
| サレルニターナ (loan) | 2021-22      | セリエA        | 14       | 0        | 1          | 0          | -        | -        | -      | -      | 15   | 0    |
| キャリア通算          | キャリア通算 | キャリア通算   | 35       | 0        | 1          | 0          | 2        | 0        | 0      | 0      | 38   | 0    |

## タイトル

### クラブ
アタランタ
- UEFAヨーロッパリーグ: 2023-24